# Minoninae
Minoninae is een onderfamilie van platwormen (Platyhelminthes) uit de familie Monocelididae. De wetenschappelijke naam van de onderfamilie werd voor het eerst geldig gepubliceerd in 1978 door Karling.

## Taxonomie
De volgende geslachten zijn bij de onderfamilie ingedeeld:
- Duplominona Karling, 1966
- Duploperaclistus Martens, 1983
- Ectocotyla Hyman, 1944
- Minona Marcus, 1946
- Peraclistus Steinböck, 1932
- Preminona Karling, 1966
- Pseudominona Karling, 1978